# Metapherna salsa
Metapherna salsa är en fjärilsart som beskrevs av Edward Meyrick 1920. Metapherna salsa ingår i släktet Metapherna och familjen äkta malar. Inga underarter finns listade i Catalogue of Life.